# Springfield (Minnesota)
Springfield ist eine Kleinstadt (mit dem Status „City“) im Brown County im Süden des US-amerikanischen Bundesstaates Minnesota. Das U.S. Census Bureau hat bei der Volkszählung 2020 eine Einwohnerzahl von 2.027 ermittelt.

## Geografie
Springfield liegt beiderseits des Cottonwood River, einem rechten Zufluss des von rechts in den Mississippi mündenden Minnesota River. Die Stadt liegt auf 44°14′20″ nördlicher Breite und 94°58′33″ westlicher Länge und erstreckt sich über 4,79 km².
Benachbarte Orte von Springfield sind Clements (22,2 km nordnordwestlich), Morgan (25,5 km nordnordöstlich), Evan (22,4 km nordöstlich), Cobden (12,1 km nordöstlich), Comfrey (19,9 km südsüdöstlich) und Sandborn (15,5 km westsüdwestlich).
Die nächstgelegenen größeren Städte sind Minneapolis (193 km nordöstlich), Minnesotas Hauptstadt Saint Paul (208 km in der gleichen Richtung), Rochester (223 km östlich), Iowas Hauptstadt Des Moines (419 km südöstlich), Omaha in Nebraska (400 km südsüdwestlich), Sioux Falls in South Dakota (200 km südwestlich) und Fargo in North Dakota (374 km nordwestlich).

## Verkehr
In West-Ost-Richtung verläuft der U.S. Highway 14 durch das Stadtgebiet. Alle weiteren Straßen innerhalb von North Mankato sind untergeordnete Fahrwege oder innerstädtische Verbindungsstraßen.
Am nördlichen Ufer des Cottonwood River verläuft eine Eisenbahnlinie der zur Canadian Pacific Railway gehörenden Dakota, Minnesota and Eastern Railroad.
Der Springfield Municipal Airport liegt an der westlichen Stadtgrenze von Springfield. Der nächste Großflughafen ist der Minneapolis-Saint Paul International Airport (190 km nordöstlich).

## Demografische Daten
Nach der Volkszählung im Jahr 2010 lebten in Springfield 2152 Menschen in 913 Haushalten. Die Bevölkerungsdichte betrug 449,3 Einwohner pro Quadratkilometer. In den 913 Haushalten lebten statistisch je 2,24 Personen.
Ethnisch betrachtet setzte sich die Bevölkerung zusammen aus 97,8 Prozent Weißen, 0,2 Prozent Afroamerikanern, 0,2 Prozent amerikanischen Ureinwohnern, 0,4 Prozent Asiaten sowie 0,6 Prozent aus anderen ethnischen Gruppen; 0,8 Prozent stammten von zwei oder mehr Ethnien ab. Unabhängig von der ethnischen Zugehörigkeit waren 4,6 Prozent der Bevölkerung spanischer oder lateinamerikanischer Abstammung.
22,5 Prozent der Bevölkerung waren unter 18 Jahre alt, 51,2 Prozent waren zwischen 18 und 64 und 26,3 Prozent waren 65 Jahre oder älter. 52,4 Prozent der Bevölkerung war weiblich.
Das mittlere jährliche Einkommen eines Haushalts lag bei 41.563 USD. Das Pro-Kopf-Einkommen betrug 21.940 USD. 12,2 Prozent der Einwohner lebten unterhalb der Armutsgrenze.